# Efraín Sarmiento Cuero
Efraín Sarmiento Cuero (Policarpa, Nariño, 20 de mayo de 1996) es un agresor, violador, feminicida y asesino en serie colombiano. Ha sido condenado por los asesinatos de 3 mujeres, hechos que ocurrieron durante un período de 6 años (2017-2023). Sin embargo, se cree que está relacionado con otros asesinatos de mujeres ocurridos en varias localidades de Colombia.
Es conocido por alias de La Bestia y Psicópata asesino de mujeres. Cometió su último crimen en una cárcel de Combita, Boyacá, en medio de una visita conyugal. Miembros del Instituto Nacional Penitenciario y Carcelario (INPEC) encontraron la mujer tendida en el piso de la celda con signos de maltrato físico y degollada.

## Asesinatos
- Cristiana Mendoza Maya. Cometido en abril de 2017 en Cali.[2][3]
- Jacqueline Muñoz Ojeda. Cometido en noviembre de 2018 en Policarpa, Nariño.[2][3]
- Merly Andrea Rengifo Cuadros, oriunda del Valle del Cauca. Cometido en mayo de 2023 en Cómbita, Boyacá.[2][3]

## Investigaciones, juicio y condena
La primera víctima de Sarmiento Cuero fue Cristiana Mendoza Maya a quien violó y asfixió en la ciudad de Cali, en abril de 2017. La necropsia ejecutada por el Instituto Nacional de Medicina Legal y Ciencias Forenses mostró que había sufrido violencia física. Se sabe que ambos eran pareja y que habían ingresado a un hotel, lugar donde se cometió el crimen. El cuerpo de Cristiana fue encontrado tendido en la habitación por varios funcionarios del hotel. Finalmente fue hallado culpable y condenado a 34 años, 8 meses y 8 días.
El segundo asesinato ocurrió en noviembre de 2018, en el municipio de Policarpa, Nariño. Las investigaciones de la policía determinaron que el día del asesinato ambos salieron e ingresaron a un hotel y que durante su instancia en el lugar discutieron. Posteriormente, Sarmiento Cuero agredió físicamente a Jacqueline Muñoz Ojeda, ocasionándole la muerte por asfixia mecánica debido a que utilizó un cinturón para ahorcarla, presionando el cuello contra la cama. Fue hallado culpable por el crimen y condenado a 20 años y 8 meses de prisión.
El último hecho ocurrió el domingo 14 de mayo de 2023 (en la festividad del día de la Madre en Colombia), dentro de las instalaciones de la cárcel de Cómbita, Boyacá. La víctima fue identificada como Merly Andrea Rengifo Cuadros de 33 años, oriunda del Valle del Cauca. Ambos se conocieron en las redes sociales y mantuvieron una relación a distancia, por lo que Rengifo Cuadros decidió visitarlo a la prisión. Durante un tiempo, ella asistió a las visitas conyugales regularmente, sin embargo, el 14 de mayo, fecha del día de la Madre, Sarmiento Cuero discutió con Merly y la atacó con un arma blanca, ocasionándole la muerte. Según el Instituto Nacional Penitenciario y Carcelario, la mujer fue encontrada muerta en la celda a las 10:05 de la mañana. Las investigaciones de las autoridades determinaron que Sarmiento Cuero también agredía físicamente a su pareja y ejercía dominio continuo y sometimiento: le dejaba marcas físicas en varias partes del cuerpo como las piernas, mejillas, pecho y cuello, esto, con el fin de que ningún otro hombre se le acercara.
La Fiscalía General de la Nación como ente acusador, solicitó una nueva medida de aseguramiento alegando que «incluso en la cárcel, el procesado es un peligro para la sociedad». Además le imputó el delito de feminicidio. Se encuentra recluido en una cárcel de Cómbita, donde cumple una condena de más de 30 años.